# Iruñela
Iruñela, también llamada Iruñuela, es una localidad española situada en el municipio navarro del Valle de Yerri. Se encuentra a 44 km de Pamplona, en una peña entre el río Iranzu y el barranco de Erendazu. Contaba con 53 habitantes en 2017. 
En sus inmediaciones se sitúa el poblado abandonado de Erendazu, y hay restos de una posible vía romana.

## Topónimo
Significa «Iruña la pequeña», y deriva del euskera Iruña y un sufijo diminutivo. En el siglo XVIII todavía se hablaba euskera en la localidad.
Variantes del topónimo en documentos antiguos: Irunia, Uilla iuxta Erendazu (1098, NEN), Eraynela, Eruynuela, Iruinela, Iruynela, Yruynella, Yrunela, Yruynnela, Yruynola (ss. XII-XIV, 1591, NEN).

## Arte

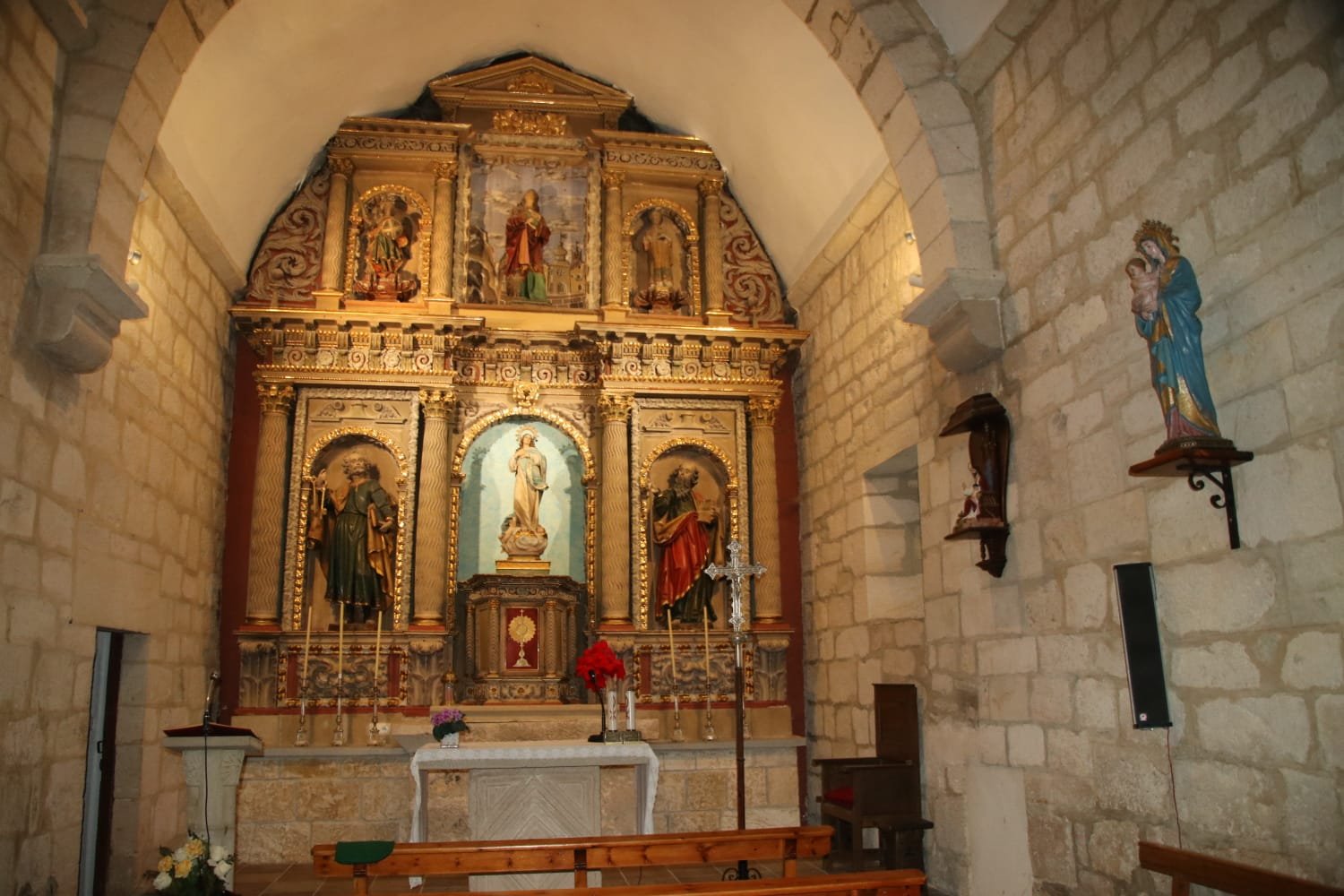
Retablo de la Iglesia de San Juan Evangelista

Destaca dentro del pueblo la iglesia de San Juan Evangelista, que data del siglo XIII y fue reformada en el siglo XVI.
Procede de aquí una estela funeraria romana con figuras humanas, un vacuno y escena de caza.

## Historia
En 1802 su cosecha se calculaba en 1500 robos de trigo y 300 cántaros de vino, además de los cultivos de lino y hortalizas, teniendo una población de 91 personas.